# Écaussinnes
Écaussinnes (in vallone Les Scåssenes) è un comune belga di 10 042 abitanti, situato nella provincia vallona dell'Hainaut.

## Amministrazione

### Gemellaggi
- Pietrasanta
- Grenzach-Wyhlen